# أكاديمية الفنون والتقنيات السينمائية
أكاديمية الفنون والتقنيات السينمائية هي منظمة تمنح جوائز السيزار تعد ثاني أكبر أكاديمية سينمائية خلف أكاديمية فنون وعلوم الصور المتحركة تم إنشاؤها في عام 1975 بمبادرة من جورج كرافن.
وتهدف الأكاديمية إلى مكافأة أبرز المخرجين والإنتاجات والأعمال الفنية المبتكرة في السينما الفرنسية من خلال منح جائزة سنوية تسمى سيزار (تيمنا باسم النحات سيزار بالداكيني صانع التمثال) وذلك لتشجيع الإبداع السينمائي وجذب انتباه الجمهور ووسائل الإعلام.